# Les Rousses
Les Rousses é uma comuna francesa na região administrativa de Borgonha-Franco-Condado, no departamento de Jura. Estende-se por uma área de 38 km². Em 2010 a comuna tinha 3 721 habitantes (densidade: 97,9 hab./km²).

## Tour de France

### Chegadas
- 2010 :